# Nils-Åke Hasselmark
Nils-Åke Hasselmark, född 22 september 1934 i Hunnebostrand, är en svensk författare.

## Biografi
Hasselmark växte upp på Södermalm i Stockholm. Som 15-åring mönstrade han på som sjöman och bodde sedan under ett halvår på Ibiza. Efter att ha återvänt till Stockholm debuterade han som poet 1957. Han var under många år bosatt på ön Arholma i Stockholms skärgård.
Hasselmark har tilldelats flera priser för sitt författarskap, bland annat Bellmanpriset av Svenska Akademien 2024 och Sveriges Radios Lyrikpris två gånger, 1985 och 2025.

## Priser och utmärkelser
- 1985 – Sveriges Radios lyrikpris för sin samlade produktion[3]
- 1985 – Stipendium ur Lena Vendelfelts minnesfond
- 2002 – Stig Carlson-priset
- 2022 – Särskilt pris från Samfundet De Nio[4]
- 2024 – Bellmanpriset[2]
- 2025 – Sveriges Radios lyrikpris för Ingenmans strand[3]